# Megs Jenkins
Pour les articles homonymes, voir Jenkins.
Megs Jenkins est une actrice britannique née le 21 avril 1917 à Birkenhead en Angleterre et morte le 5 octobre 1998 dans le Suffolk.

## Filmographie

### Cinéma
- 1939 : The Silent Battle de Herbert Mason : Louise
- 1939 : Secret Journey : la fille aux lunettes
- 1939 : Poison Pen : la barmaid
- 1939 : Inspector Hornleigh on Holiday : Freda
- 1943 : Ceux de chez nous de Sidney Gilliat et Frank Launder : Gwen
- 1943 : Combat éternel de Maurice Elvey : l'infirmière
- 1944 : It's in the Bag : Peach St. Clair
- 1945 : 29 Acacia Avenue : Shirley
- 1945 : Painted Boats de Charles Crichton : la barmaid
- 1946 : La Couleur qui tue de Sidney Gilliat : Woods
- 1947 : The Brothers : Angustina
- 1948 : Sarabande de Basil Dearden : Frau Busche
- 1948 : The Monkey's Paw (en) : Mlle Trelawne
- 1949 : The History of Mr. Polly : la gouvernante
- 1949 : A Boy, a Girl and a Bike : Nan Ritchie
- 1950 : Jennifer : Mme Marshall
- 1951 : White Corridors : Mme Briggs
- 1952 : Secret People de Thorold Dickinson : Penny
- 1952 : Ivanhoé : la servante d'Isaac
- 1953 : La Mer cruelle : la sœur de Tallow
- 1953 : Coup de feu au matin : Mlle Powell
- 1953 : Une affaire troublante : Vi Vining
- 1953 : Le Roi de la pagaille : Mlle Gibson
- 1954 : The Gay Dog : Maggie Gay
- 1955 : Out of the Clouds : la propriétaire
- 1955 : John and Julie : Mme Pritchett
- 1957 : Flammes dans le ciel : Mme Snowden
- 1957 : L'Étranger amoureux : Millie
- 1957 : Le Scandale Costello : Infirmière Evans
- 1958 : Indiscret : Doris Banks
- 1959 : Les Yeux du témoin : Mme Phillips
- 1959 : Jet Storm : Rose Brock
- 1959 : Friends and Neighbours : Lily Grimshaw
- 1960 : Les Conspiratrices : sœur Constance
- 1961 : The Green Helmet : Kitty Launder
- 1961 : Les Innocents : Mme Grose
- 1962 : The Barber of Stamford Hill : Mme Werner
- 1962 : Accusé, levez-vous : Mme Gordon
- 1962 : The Wild and the Willing : Mme Corbett
- 1964 : Lady détective entre en scène : Mme Gladys Thomas
- 1965 : Bunny Lake a disparu : une sœur
- 1967 : L'Étranger dans la maison (en) (Stranger in the House) : Mme Christoforides
- 1968 : Oliver ! : Mme Bedwin
- 1969 : The Smashing Bird I Used to Know : la matrone
- 1972 : Asylum : Mlle Higgins
- 1975 : The Amorous Milkman : Iris

### Télévision
- 1939 : Luck of the Devil : Claudine
- 1951 : Dark Summer : Gisela Waldstein
- 1952 : Huckleberry Finn : Tante Sally (2 épisodes)
- 1956 : Nathaniel Tiltrak : Jessie Tiltrak (4 épisodes)
- 1959 : Macbeth : la demoiselle de bonne famille
- 1962-1963 : The Old Curiosity Shop : Mme Nubbles (10 épisodes)
- 1964-1965 : Dixon of Dock Green : Mme Jackson et Beryl Morris (2 épisodes)
- 1964-1974 : Armchair Theatre : plusieurs personnages (2 épisodes)
- 1965 : Knock on Any Door : Marion Weiss (1 épisode)
- 1966 : Weavers Green : Dotty Armstrong (7 épisodes)
- 1967 : The Newcomers (21 épisodes)
- 1968-1969 : The Tenant of Wildfell Hall : Mme Markham (3 épisodes)
- 1969 : W. Somerset Maugham : Mme Bulfinch (1 épisode)
- 1970 : Daniel Deronda : Mme Meyrick (5 épisodes)
- 1972 : The Befrienders : Janet (11 épisodes)
- 1973 : Jane Eyre : Mme Fairfax (4 épisodes)
- 1973 : Les Mystères d'Orson Welles : Mme White (1 épisode)
- 1974 : The Turn of the Screw : Mme Grose
- 1976-1977 : Oh No, It's Selwyn Froggit : Maman (21 épisodes)
- 1977 : Cottage to Let : Alice (série télévisée, 1 épisode)
- 1979-1980 : Worzel Gummidge : Mme Braithwaite (19 épisodes)
- 1980-1982 : Young at Heart (en) : Ethel Collyer (18 épisodes)
- 1985 : L'Espace d'une vie : Mme Turner (3 épisodes)
- 1987 : Strike It Rich! : Mme Morris (6 épisodes)
- 1990 : All Creatures Great and Small : Mme Bradley (1 épisode)